# Cynometra travancorica
Cynometra travancorica är en ärtväxtart som beskrevs av Richard Henry Beddome. Cynometra travancorica ingår i släktet Cynometra, och familjen ärtväxter. IUCN kategoriserar arten globalt som starkt hotad. Inga underarter finns listade i Catalogue of Life.